# Das Glück ist eine Katze
Das Glück ist eine Katze ist eine deutsche Filmkomödie.

## Handlung
Rosa Schätzlein und Frido Schulz sind seit langem Nachbarn und haben gemeinsam Jura studiert. Während Rosa und Hanne, Fridos verstorbene Frau, beste Freundinnen waren, streiten sich Rosa und Frido vor Gericht. Almut Fischer will sich Frido angeln, aber eine zugelaufene Katze, die Frido und Rosa jeweils bei sich aufnehmen, führt die beiden zusammen.

## Produktion
Der Film wurde im Oktober und November 2008 in Berlin gedreht. Die Erstausstrahlung fand am 1. Oktober 2010 im Ersten statt.